# Justine Pasek
Justine Pasek (sinh ngày 27 tháng 8 năm 1979) là một người mẫu nước Panama, Đại sứ Thiện chí và cựu Hoa hậu Hoàn vũ, người đã đăng quang Hoa hậu Hoàn vũ 2002 . Vốn là Á hậu 1 tại cuộc thi Hoa hậu Hoàn vũ 2002, Pasek trở thành Á hậu đầu tiên đăng quang ngôi vị chiến thắng sau khi người chiến thắng ban đầu Oksana Fyodorova bị truất ngôi.

## Đầu đời
Yostin Lissette Pasek Patiño sinh ra ở Kharkov, Ukraina trong một gia đình có cha là người Panama và mẹ là một kỹ sư người Ba Lan. Từ nhỏ, cô sống một năm ở Ukraina nhưng phần lớn cô cư trú tại làng Wuzuczyn gần Zamosc, Ba Lan. Sau khi cô hoàn tất chương trình học, cả gia đình cô di dân sang Panama, nơi quê cha của cô. Justine rất thích mọi người gọi mình bằng một cái tên rất Ba Lan, "Justyna".
Trước khi tham gia cuộc thi hoa hậu, Pasek làm người mẫu chuyên nghiệp ở Thành phố Panama; cô xuất hiện trong các sản phẩm truyền hình và trình diễn thời trang. Pasek đã lên kế hoạch hoàn thành bằng đại học về kỹ thuật môi trường ở New Zealand với các anh trai của cô, và sau đó làm việc cho Trung tâm Nghiên cứu Smithsonian . Cô từng là người mẫu ảnh của nhiều thương hiệu quốc tế và là Đại sứ thiện chí của FAO (Tổ chức Nông lương Liên hợp quốc).

## Sự nghiệp
Cô thử sức nghề người mẫu lần đầu tiên khi cô tham gia một cuộc thi mang tên "Chica Modelo" (Tìm kiếm người mẫu) vào năm 1996 và giành được giải thưởng "Best Editiorial Model." Đây cũng là cơ hội giúp cho cô làm việc cho công  Physical Modelos cho tới tận ngày hôm nay. Với tư cách là một người mẫu, Pasek đã tham gia đóng lịch, quảng cáo và làm tiếp viên trong các sự kiện khác nhau.
Năm 2002, cô đại diện cho Panama tham dự cuộc thi Hoa hậu Hoàn vũ 2002 và đạt danh hiệu Á hậu 1 còn hoa hậu là cô Oxana Fedorova đến từ Nga. Tuy nhiên, chỉ sau 4 tháng, Oxana bị truất ngôi vì "không làm tròn bổn phận của một hoa hậu" và Justine trở thành Hoa hậu Hoàn vũ 2002. Đây là lần đầu tiên trong lịch sử cuộc thi, Á hậu 1 đăng quang ngôi vị hoa hậu sau khi hoa hậu đương nhiệm bị truất phế. Cô cũng là người Panama đầu tiên giữ chiếc vương miện hoa hậu này.
Justine được Donald Trump trao vương miện hoa hậu ở Thành phố New York. Tự nhận xét là một "công dân của thế giới", cô đã bay sang các nước như Nhật Bản, Bali, Thái Lan, Ai Cập, Aruba, Ecuador, Peru, Cuba, Canada và Hoa Kỳ. Cô là người đầu tiên đã thành lập được một trung tâm phòng ngừa bệnh HIV/AIDS ở quê cha của cô. Cô làm việc chung với các tổ chức sức khỏe thế giới như Hội đồng Sức khỏe Thế giới (Global Health Council), Học viện AIDS Harvard (Harvard AIDS Institute), AmFar và chiến dịch "Làm Ngay" (Act Now) của Trung tâm Kiểm soát Bệnh tật (Center for Desease Control).
Pasek trao ngôi hoa hậu của mình cho cô Amelia Vega của nước Cộng hòa Dominican trong cuộc thi diễn ra ở quê nhà Panama vào năm 2003. Là một người mẫu từ năm 1996, Pasek đã làm mẫu cho Christian Dior và các chiến dịch thời trang khác.
Năm 2016, Pasek là đồng sở hữu của Tổ chức Señorita Panamá và giám đốc quốc gia mới của Hoa hậu Hoàn vũ. Năm 2017, cô từ chức để tập trung chăm lo gia đình
| Tứ đại Hoa hậu (2002)         | Tứ đại Hoa hậu (2002)      | Tứ đại Hoa hậu (2002)            | Tứ đại Hoa hậu (2002)            |
| ----------------------------- | -------------------------- | -------------------------------- | -------------------------------- |
| Hoa hậu Hoàn vũ Justine Pasek | Hoa hậu Thế giới Azra Akin | Hoa hậu Quốc tế Christina Sawaya | Hoa hậu Trái đất Winfred Omwakwe |

## Đời sống riêng tư
Justine Parek kết hôn với doanh nhân người Anh Daniel Joelson vào năm 2009. Họ có với nhau 2 người con.

## Tham Khảo
1. 1 2  "1". https://www.abilitymagazine.com/Pasek_interview.html. {{Chú thích web}}: Liên kết ngoài trong |website= (trợ giúp)
2. ↑  "2". https://web.archive.org/web/20090501144915/http://www.vivapanama.org/JustinePasek.htm. Bản gốc lưu trữ ngày 1 tháng 5 năm 2009. Truy cập ngày 8 tháng 7 năm 2022. {{Chú thích web}}: Liên kết ngoài trong |website= (trợ giúp)Quản lý CS1: bot: trạng thái URL ban đầu không rõ (liên kết)
3. ↑  "3". https://web.archive.org/web/20110720105242/http://www.panama-guide.com/article.php/20080430092536735. Bản gốc lưu trữ ngày 20 tháng 7 năm 2011. Truy cập ngày 8 tháng 7 năm 2022. {{Chú thích web}}: Liên kết ngoài trong |website= (trợ giúp)Quản lý CS1: bot: trạng thái URL ban đầu không rõ (liên kết)
4. ↑  "4". http://www.fao.org/getinvolved/ambassadors/ambassadors/ambassadors-justinepasek/en/. Bản gốc lưu trữ ngày 18 tháng 9 năm 2012. Truy cập ngày 8 tháng 7 năm 2022. {{Chú thích web}}: Kiểm tra giá trị ngày tháng trong: |ngày= (trợ giúp); Liên kết ngoài trong |ngày= (trợ giúp)
5. ↑  "5". https://vi.wikipedia.org/wiki/Hoa_h%E1%BA%ADu_Ho%C3%A0n_v%C5%A9_2003. {{Chú thích web}}: Liên kết ngoài trong |website= (trợ giúp)
6. ↑  "6". https://www.facebook.com/arissone28/photos/the-love-story-of-justine-pasekjustine-married-the-british-businessman-daniel-jo/710817486381298/. {{Chú thích web}}: Liên kết ngoài trong |website= (trợ giúp)